# Юрґен Гойзер
Юрґен Гойзер (нім. Jürgen Heuser, 13 березня 1953) — німецький важкоатлет.
Срібний призер Олімпійських Ігор 1980 року в категорії понад 110 кг.